# موش قطبی (فیلم)
موش قطبی (انگلیسی: Lemming) فیلمی است که در سال ۲۰۰۵ منتشر شد. از بازیگران آن می‌توان به شارلوت گنزبور، شارلوت رمپلینگ، آندری دوسولیه، و ژاک بونافه اشاره کرد.